# Железничка станица Суково
Железничка станица Суково је једна од железничких станица на прузи Ниш—Димитровград. Налази се у насељу Бело Поље у граду Пироту. Пруга се наставља у једном смеру ка Димитровграду и у другом према према Пироту. Железничка станица Суково се састоји из 3 колосека. 
Некада је то била станица за "Орјент експрес" и возове из рудника Јерма.